# Erich Tgahrt
Erich Tgahrt (* 17. Juli 1882 in Marienwerder, Westpreußen; † 26. Februar 1945 in Dortmund; vollständiger Name: Erich Johann Heinrich Tgahrt) war ein deutscher Kaufmann und Industriemanager.

## Leben
Nach einer kaufmännischen Ausbildung studierte Erich Tgahrt an der Handelshochschule Köln. 1906 wurde er Handlungsbevollmächtigter der Metallgesellschaft AG mit Sitz in Frankfurt am Main.
1911 arbeitete Tgahrt als kaufmännischer Angestellter bei der zum Krupp-Konzern gehörenden Friedrich-Alfred-Hütte in Rheinhausen.
1912 übernahm Erich Tgahrt die Geschäftsführung der mehrheitlich dem Krupp-Konzern gehörenden Eisenwaren-Großhandlung Georg von Cölln in Hannover. Er führte den Titel Generaldirektor und wirkte auch als Handelsrichter. Ab 1921 war er zunächst Vizepräsident und 1923–1926 Präsident der Handelskammer zu Hannover (seit 1924: Industrie- und Handelskammer Hannover).
1926 übernahm Tgahrt ab 1926 die Direktion des Neunkircher Eisenwerk des Stumm-Konzerns im Saarland.

1937 ging Erich Tgahrt zurück in das Ruhrgebiet, um dort die Konzern-Leitung der mit Hauptsitz in Dortmund tätigen Hoesch AG zu übernehmen. Daneben war Tgahrt Aufsichtsrats-Mitglied in verschiedenen Steinkohle und Stahl verarbeitenden Aktiengesellschaften.

## Sammlung Erich Tghart
Erich Tgahrt war ein Sammler japanischer Kunst, speziell des Genres Ukiyo-e. Mehr als ein halbes Jahrhundert nach seinem Tod wurde posthum ein Teil seiner Sammlung japanischer Holzschnitte am 22. März 1997 in einer Auktion des Kunsthandels Klefisch in Köln versteigert. Der Auktionskatalog findet sich z. B. im Museum für Kunst und Gewerbe Hamburg.

## Schriften
- Probleme bei der Pflichtprüfung von Eisenhüttenwerken. (wirtschafts- und sozialwissenschaftliche Dissertation an der Universität zu Köln) Orthen, Köln 1939.